# Марія Кароліна Замойська
Марія Кароліна Замойська (пол. Maria Karolina Zamoyska), повне ім'я Марія Кароліна Франциска Йозефа Антонія Евстахія Констанція Замойська (пол. Maria Karolina Franciszka Józefa Antonia Eustachia Konstancja Zamoyska), (нар. 22 вересня 1896 — пом. 9 травня 1968) — графиня з роду Замойських, донька польського графа Анджея Пшемисла Замойського та сицилійської принцеси Марії Кароліни де Бурбон, дружина свого кузена, титулярного короля Обох Сицилій, Райнера, який носив титул герцога де Кастро.

## Біографія
Народилась 22 вересня 1896 у Кракові. Була шостою дитиною та четвертою донькою в родині польського графа Анджея Пшемисла Замойського та його дружини Марії Кароліни Бурбон-Сицилійської. Мала старших братів Франца Юзефа та Станіслава і сестер Марію Юзефу, Марію Ізабеллу та Марію Терезу. Невдовзі у неї з'явився молодший брат Ян Канті. 
Родині належав Любовнянський маєток, до якого, окрім замку у Старій Любовні, входили селища Подсадек і Хмельниця. Також володіли курортом Вишні Ружбахи і садибою у Мнішеку, яка використовувалась під час полювання. Загальна площа угідь Замойських в тому регіоні становила 1739, 67 га. Родовим гніздом батька був палац Підзамче поблизу Мацейовиць. Мешкало сімейство, переважно, в садибі під Любовнянським замком на прибутки від курорту.
Діти отримали католицьке виховання від приватних репетиторів. Під час Першої Світової війни, 31 липня 1915 року, родина графа через бомбардування Підзамчого, була змушена залишити домівку. Після повернення графиня Замойська з доньками підтримували лікарню Святої Констанції в Мацейовицях.

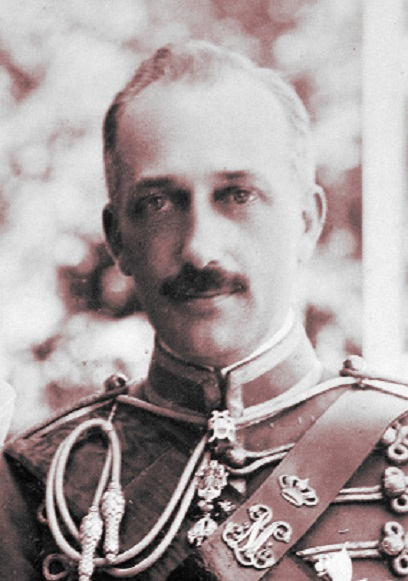
Світлина Райнера Бурбон-Сицилійського

У віці 26 років Марія Кароліна узяла шлюб зі своїм 39-річним кузеном Райнером Бурбон-Сицилійським. Наречений, народжений у Каннах, від 1904 року мав французьке громадянство. Вінчання відбулося 12 вересня 1923 у церкві Жертви Господньої у Вишніх Ружбахах. Свідком виступив король Іспанії Альфонсо XIII. Були присутніми численні вельможні гості. Церемонію провів єпископ Банська-Бистриці Маріан Блага. Святковий бенкет пройшов у місцевому ресторані біля озера Кратер. У подружжя з'явилося двоє дітей. Сімейство мешкало в Ле Комбе у Франції. Старша сестра Марія Юзефа, втративши чоловіка, навесні 1940 року змогла виїхати з Польщі до Франції, де отримала допомогу від Марії Кароліни й оселилася з дітьми в Мейлані під Греноблем. У другій половині серпня 1944 року молодший брат із родиною, рятуючись від радянських військ, на кілька місяців переїхав до подружжя, після чого попрямував до Іспанії.
Райнер протягом життя надавав підтримку численним благодійним організаціям. У січні 1960 року, після смерті старшого брата Фердинанда Пія, він був визнаний головою дому Сицилійських Бурбонів і титулярним королем Обох Сицилій. Проти цього виступив небіж Райнера, герцог Калабрійський.
Марія Кароліна пішла з життя 9 травня 1968 року у Марселі. Була похована на цвитарі Гран-Жас у Каннах. Чоловік пережив її на п'ять років. Станом на 2023 рік, головою дому Сицилійських Бурбонів є їхній онук Карло.

## Родина
Чоловік — Райнер Бурбон-Сицилійський
Діти:
- Марія дель Кармен (1924—2018) — одружена не була, дітей не мала;
- Фердинандо (1926—2008) — титулярний король Обох Сицилій у 1973—2008 роках,[11] був одружений із французькою графинею Шанталь де Шеврон-Війєтт, мав двох доньок і сина.